# Pyramidentexte

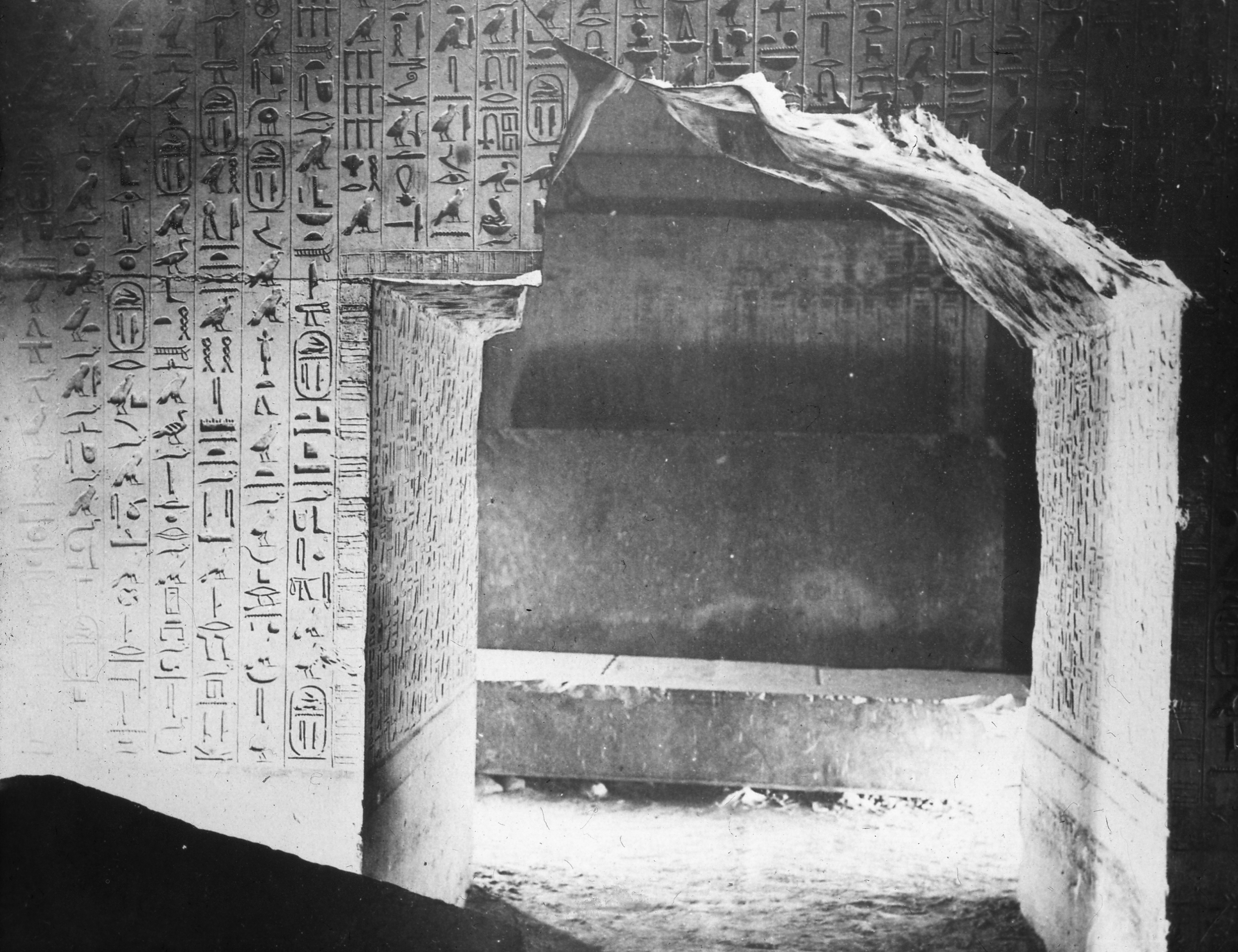
Pyramidentexte in der Unas-Pyramide

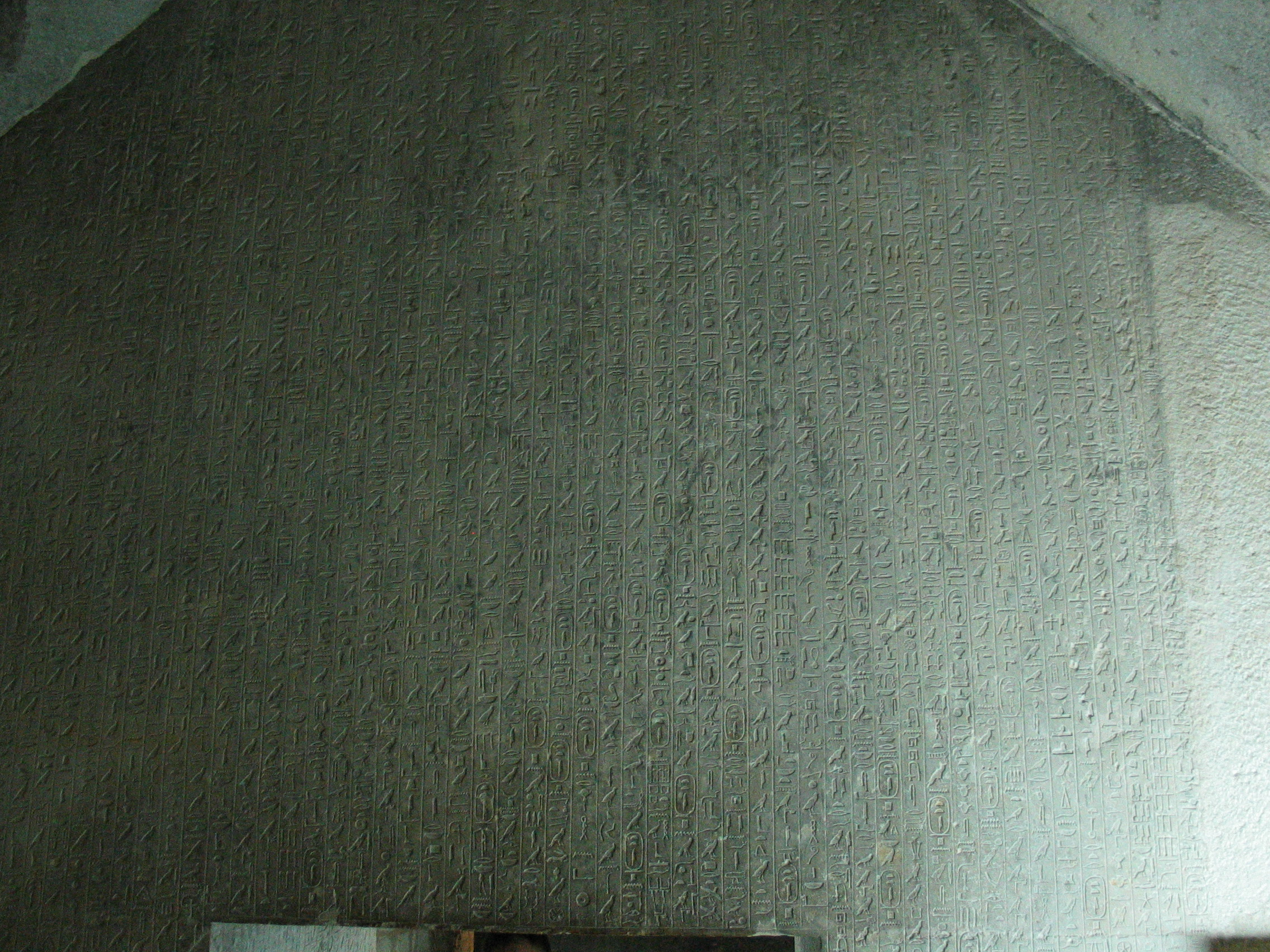
Pyramidentexte aus der Teti-Pyramide in Sakkara

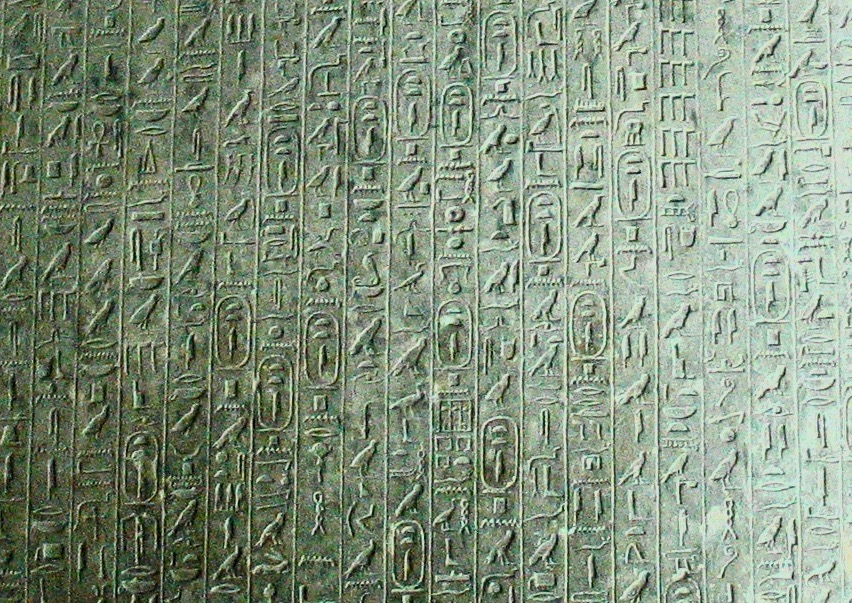
Detail der Pyramidentexte aus dem Grab Teti II.

Als Pyramidentexte bezeichnet man zunächst die Sammlung religiöser Sprüche an den Innenwänden der Pyramiden der Pharaonen Unas (5. Dynastie), Teti II., Pepi I., Merenre und Pepi II., der Königinnen Anchenespepi II., Behenu, Neith, Wedjebten und Iput II. (6. Dynastie) sowie des Königs Qakare Ibi (8. Dynastie). Sie stellen die größte geschlossene Sammlung altägyptischer Texte dar. Im Mittleren Reich erschienen sie auch auf den Innenseiten der Särge. Neue dort auftretende Texte werden nun als Sargtexte bezeichnet, obwohl Pyramiden- und Sargtexte oftmals nebeneinander gebraucht wurden. Einzelne Sprüche waren noch bis in die Spätzeit hinein in Gebrauch.

## Themen
Die Pyramidentexte sind, ebenso wie die Jenseitstexte des Neuen Reiches, zum Schutz des Verstorbenen in der Duat geschrieben. Anders aber als später im Mittleren und Neuen Reich werden Gefahren durch Dämonen jedoch noch kaum erwähnt. Hier geht es eher um greifbarere Dinge:
1. das Erhalten des Namens,
2. die Versorgung mit Essen,
  - ausgedrückt durch eine Aufzählung (Brot und Bier kommt immer vor) mit der Angabe 1000, was in Ägypten für die Unendlichkeit steht,
  - außerdem wird dem Hunger befohlen, zum Nun zu gehen. Dieses Urgewässer gilt als ein Ort, an dem alles vorhanden ist, so dass der Hunger dort nicht existieren kann und stirbt.

## Besonderheiten
| D54 |

| D54 |

### Editionen
Eine neue Internet-Edition A New Concordance of the Pyramid Texts von James P. Allen ist im Erscheinen:
- http://ancientworldonline.blogspot.de/2013/07/a-new-concordance-of-pyramid-texts.html

Als Standardedition galt bisher jene von Kurt Sethe. Sie umfasst 714 Sprüche.
- Kurt Sethe: Die altägyptischen Pyramidentexte nach den Papierabdrücken und Photographien des Berliner Museums… Band 1-2: Text; Band 3: Kritischer Apparat, Beschreibung, Konkordanz – Internet Archive; Band 4: Epigraphik – Internet Archive. Leipzig 1908–1922. Reprints: Darmstadt: Wissenschaftliche Buchgesellschaft 1960, Olms, Hildesheim 1969. (obwohl inzwischen durch neue Funde ergänzt, ist Sethes Edition bis heute die Standard-Edition)

Seither wurde fortlaufend zusätzliches Material entdeckt und publiziert:
- James P. Allen: The Egyptian Coffin Texts: Middle Kingdom Copies of Pyramid Texts. Band VIII, Chicago 2006, ISBN 1-885923-40-6 (Pyramidentexte auf Särgen des Mittleren Reiches).
- James P. Allen: The Pyramid Texts of Queens Jpw.t and Wḏbt-n.(j). In: Journal of the American Research Center in Egypt. Band 23, 1986, S. 1–25.
- Gustave Jéquier: Le monument funéraire de Pepi II. Kairo 1936.
- Gustave Jéquier: Les pyramides des reines Neit et Apouit. Kairo 1933.
- Gustave Jéquier: La pyramide d'Oudjebten. Kairo 1928.
- Gustave Jéquier: La pyramide d'Aba. Kairo 1935.
- Jean Leclant (Hrsg.): Les Textes de la Pyramide de Pépy Ier. In: Mémoires publiés par les membres de l'Institut Français d'archéologie orientale du Caire. (MIFAO) Band 118, Kairo 2001.
- Wolfgang Kosack: Die altägyptischen Pyramidentexte. In neuer deutscher Uebersetzung; vollständig bearbeitet und herausgegeben von Wolfgang Kosack; Christoph Brunner, Berlin 2012, ISBN 978-3-9524018-1-1.
- Alexandre Piankoff: The Pyramid of Unas. Princeton 1969 (= Egyptian Religious Texts and Representations. Band 5/  Bollingen Series. Band 40).

### Übersetzungen
- Raymond O. Faulkner: The Ancient Egyptian Pyramid Texts, Translated into English. Oxford 1969.
- Miriam Lichtheim: Ancient Egyptian Literature. Bd. I: The Old and Middle Kingdoms. Berkley / Los Angeles / London 1975, S. 29–50. (Auswahl von Sprüchen)
- Peter Der Manuelian (Hrsg.), James P. Allen: The Ancient Egyptian Pyramid Texts. Translated with an Introduction and Notes by James P. Allen (= Writings from the Ancient World. Band 23). Leiden / Boston 2005.
- Kurt Sethe: Übersetzung und Kommentar zu den altägyptischen Pyramidentexten I-VI. Glückstadt/Hamburg 1936–1962. (Nach dem Tod Sethes erschienen, unvollständig geblieben)
- Vincent A. Tobin, in: William K. Simpson (Hrsg.): The Literature of Ancient Egypt. An Anthologie of Stories, Instructions, Stelae, Autobiographies, and Poetry. New Haven / London 2003, S. 247–262. (Auswahl von Sprüchen)

### Allgemeiner Überblick
- Hartwig Altenmüller: Artikel Pyramidentexte. In: Wolfgang Helck, Wolfhart Westendorf (Hrsg.): Lexikon der Ägyptologie. Band 5. Harrassowitz, Wiesbaden 1984, ISBN 3-447-02489-5, S. 14–23.
- Hans Bonnet: Pyramidentexte. In: Lexikon der ägyptischen Religionsgeschichte. Nikol, Hamburg 2000, ISBN 3-937872-08-6 (c 2000 by de Gruyter (3., unveränd. Aufl.)) =  "Reallexikon der ägyptischen Religionsgeschichte". Photomechanischer Nachdruck der 1. Auflage 1952, 3., unveränderte Auflage. de Gruyter, Berlin / New York 2010, ISBN 978-3-11-082790-3, ISBN 978-3-11-016884-6, S. 620–623.
- Günter Burkard, Heinz J. Thissen: Einführung in die altägyptische Literaturgeschichte 1. Altes und Mittleres Reich (= Einführungen und Quellentexte zur Ägyptologie. Band 1). 3. Auflage. LIT, Berlin 2008, ISBN 978-3-8258-6132-2, S. 49–70.
- Erik Hornung: Altägyptische Jenseitsbücher. Ein einführender Überblick. Wissenschaftliche Buchgesellschaft, Darmstadt 1997, ISBN 3-534-10093-X, S. 5–13.

### Spezialgrammatiken
- James P. Allen: The inflection of the Verb in the Pyramid Texts. (= Bibliotheca Aegyptiaca. Band 2). 2 Bände, Undena Publications, Malibu 1984, ISBN 0-89003-143-6 (softbound); ISBN 0-89003-142-8 (hardbound) (Wichtige Studie des Verbs in den Pyramidentexten; enthält eine Konkordanz der in Sethes Edition nicht enthaltenen Stücke)
- Elmar Edel: Altägyptische Grammatik. 2 Bände, Rom 1955 und 1964 (= Analecta Orientalia: Commentationes scientificae de Rebus Orientis Antiqui. (AnOr) Band 34 und 39).

### Einzelfragen
- Thomas George Allen: Occurrences of Pyramid Texts with Cross Indexes of these and other Egyptian Mortuary Texts. Chicago 1950 (= Studies in Ancient Oriental Civilisation. (SAOC) Band 27).
- Thomas George Allen: Reading a Pyramid. In: Hommages à Jean Leclant. Le Caire 1993 (= Bibliothèque d'étude. (BdE) Band 106/1), S. 5–28.
- Hartwig Altenmüller: Texte zum Begräbnisritual in den Pyramiden des Alten Reiches. Wiesbaden 1972 (= Ägyptologische Abhandlungen. (ÄA) Band 24).
- Winfried Barta: Die Bedeutung der Pyramidentexte für den verstorbenen König. München 1981 (= Münchener Ägyptologische Studien. (MÄS) Band  39).
- Otto Firchow: Grundzüge der Stilistik in den altägyptischen Pyramidentexten. Berlin 1953.
- Frank Kammerzell: Das Verspeisen der Götter – Religiöse Vorstellung oder poetische Fiktion? In: Lingua Aegyptia. Band 7, 2000, S. 183–218.
- Jürgen Osing: Zur Disposition der Pyramidentexte des Unas. In: Mitteilungen des Deutschen Archäologischen Instituts, Abteilung Kairo. (MDAIK) Bd. 42, 1986, S. 131–144. – Internet Archive; (siehe auch MDAIK auf Egyptology Archive)
- Siegfried Schott: Mythe und Mythenbildung im alten Ägypten (= Untersuchungen zur Geschichte und Altertumskunde Ägyptens. (UGAÄ) Band 15). Leipzig 1945.
- Siegfried Schott: Bemerkungen zum ägyptischen Pyramidenkult. Kairo 1950.
- Joachim Spiegel: Das Auferstehungsritual der Unas-Pyramide (= Ägyptologische Abhandlungen. Band 23). Harrassowitz, Wiesbaden 1971, ISBN 3-447-01359-1.